# Ben Olsen
Benjamin Robert Olsen (Harrisburg, 1977. május 3. –) amerikai válogatott labdarúgó, edző. 2023 óta a Houston Dynamo vezetőedzője.

## Sikerek

### Játékosként
DC United
- MLS
  - Alapszakasz győztes (3): 1999, 2006, 2007
  - Bajnok (2): 1999, 2004
- US Open Cup: 2008
- CONCACAF-bajnokok ligája: 1998
- Copa Interamericana: 1998

 Amerikai válogatott
- CONCACAF-aranykupa: 2005

### Menedzserként
DC United
- US Open Cup: 2013